# Marlo Morganová
Marlo Morganová (* 29. září 1937 Fort Madison, Iowa, USA) je americká lékařka a spisovatelka, která se proslavila díky svému kontroverznímu fiktivnímu románu Poselství od protinožců (v originále Mutant Message Down Under). Román líčí několikaměsíční putování australskou divočinou s místními domorodci. Jak kmen postupuje, Marlo se postupně očišťuje od konzumního způsobou života a myšlení, postaveného na sociálních jistotách, pohodlí a chemii.
Marlo Morganová vystudovala medicínu a biochemii a celý svůj život se živila jako lékařka. Vdala se a má dvě děti. Po rozvodu začala psát. Proslavila se díky svým románům Poselství od protinožců a Poselství z věčnosti. Nyní je v důchodu, žije v Lee Summit v Missouri.

## Biografie
Marlo Morganová se narodila 29. září 1937 ve Fort Madison v americkém státě Iowa. Studovala biochemii a orientální medicínu na Barstow Community College (Barstow, Kalifornie) a Cleveland Chiropractic College (Kansas City, Missouri). Po ukončení studií se vdala a přestěhovala do Kansas City v Missouri. Narodily se jí dvě děti. Po 25 letech života lékařky se rozvedla a začala psát.

## Poselství od protinožců
Svůj první román Poselství od protinožců vydala vlastním nákladem v roce 1990. Od počátku bylo toto dílo prezentovano jako příběh inspirovaný skutečnými událostmi. Následovalo uzavření smlouvy s americkým nakladatelstvím HarperCollins (1991), které z příběhu udělalo světový bestseller. Přestože toto vydání již bylo označeno jako fikce, Morganová uvedla, že je to jen pro zachování anonymity konkrétních osob a zmiňovaného domorodého kmene. De fakto se tím chytře vyhnula případným právním sporům. Morganová poté po úspěchu knihy jezdila po Spojených státech a po Evropě, kde přednášela o své zkušenosti z australské divočiny.
Podle 90 stránkového reportu publikovaného "Dumbartung Aboriginal Corporation" z Perthu, byla provedena studie domorodých skupin z centrální a západní Austrálie a nepodařilo se prokázat jakoukoliv přítomnost Ms. Morganové na daném území, či existenci kmene "pravých lidí." Dotazované skupiny domorodců jsou přesvědčeny, že cesta Morganové Australskou pouští je zcela vymyšlená, a že její kniha a přednášky postrádají důvěryhodnost. Dumbartung Aboriginal Corporation tvrdí, že pro mnohé domorodé lidi bylo hluboce urážlivé zjištění, že jejich kultura je zkreslována bílým člověkem za účelem vlastního profitu a sebeprezentace. Domorodí lidé vyjadřovali zlost, že falešná zpráva Morganové je ve velkém akceptována naivním Americkým a Evropským trhem jako fakt a byli značně znepokojeni dlouhotrvajícími dopady, které z toho pro jejich kulturu vyplývají. Popravdě, to co v knize popisuje, by bylo podle domorodého práva trestáno smrtí.. I jiní kritici upozorňují na nesrovnalosti mezi věcmi popisovanými v knize a známou realitou..
V roce 1996 obdržela skupina starších znepokojených Aboridžinců grant na cestu do USA, ke konfrontaci Marlo Morganové ohledně její knihy a k zabránění její "hollywoodizace." Morganová pak veřejně přiznala smyšlený obsah knihy, nicméně toto získalo v USA jen malou publicitu. Domorodí lidé se zlobí, že tato kniha je nadále ve velkém vydávána, přestože podává falešný obraz o jejich tradiční kultuře, aktuálním politickém a sociálním statusu. To je pokládáno za škodlivé pro jejich boj o přežití.
Koncem devadesátých let dvacátého století pak vydala svoji druhou knihu Poselství z věčnosti (v originále Mutant Message from Forever), volně navazující na Poselství od protinožců. V románu popisuje příběh dvou domorodých sourozenců (Beatrice a Geoffa) vytržených od svých rodičů a domorodé společnosti. Geoff je vychováván na venkově, kde se pohybuje ve volné přírodě stejně jako jeho kmen. Setkává se však s chladným citovým přístupem svých pěstounů. Utíká do města, kde se z něho stává alkoholik a kriminálník. Nakonec se ocitá v doživotním žaláři. Jeho sestra Beatrice je vychována v tvrdých podmínkách kláštera. Později se z ní stává pokojská. V průběhu svého života se začne vracet ke kořenům a objevuje bohatost své národa. Román líčí nedobrovolný úděl řady domorodých austrálců po příchodu Evropanů. Kniha opět rozlítila některé Austrálce.
V současnosti je Marlo Morganová již v důchodu. Žije v americkém státě Missouri.

## Dílo
1. Mutant Message Down Under, 1990 vlastním nákladem; 1991 v nakladatelství HarperCollins (česky Poselství od protinožců, 1995 v Knižním klubu, překlad Mileny Bauerové)
2. Mutant Message from Forever, 1998 v nakladatelství HarperCollins (česky Poselství z věčnosti, 1998 v Knižním klubu a v nakladatelství Práh, překlad Věry Šedé)